# Hexalectris grandiflora
Hexalectris grandiflora är en orkidéart som först beskrevs av Achille Richard och Henri Guillaume Galeotti, och fick sitt nu gällande namn av Louis Otho Otto Williams. Hexalectris grandiflora ingår i släktet Hexalectris och familjen orkidéer. Inga underarter finns listade i Catalogue of Life.